# Kiben gakuha, Yotsuya-senpai no kaidan.
Kiben gakuha, Yotsuya-senpai no kaidan. (jap. 詭弁学派、四ッ谷先輩の怪談。) – shōnen-manga autorstwa Haruichiego Furudate, publikowana od 1 marca do 5 lipca 2010 na łamach magazynu „Shūkan Shōnen Jump” wydawnictwa Shūeisha.

## Bohaterowie

### Główni
- Buntarō Yotsuya (jap. 四ッ谷 文太郎 Yotsuya Buntarō)
- Makoto Nakashima (jap. 中島 真 Nakashima Makoto)
- Hinano Yayoi (jap. 弥生 ヒナノ Yayoi Hinano)
- Shinamo (jap. 品茂)

### Gimnazjum Yotsuya

#### Uczniowie
- Seita Hasegawa (jap. 長谷川 青太 Hasegawa Seita)
- Hanako Hasegawa (jap. 長谷川 花子 Hasegawa Hanako)
- Ryōta Himeno (jap. 姫野 良太 Himeno Ryōta)
- Kariya (jap. 刈谷)
- Tsuchiga (jap. 土屋)
- Ryōta Saotome (jap. 早乙女 良太 Saotome Ryōta)
- Haruta Sakurano (jap. 桜野 春太 Sakurano Haruta)
- Hana Shiroki (jap. 白木 華 Shiroki Hana)

#### Pracownicy
- Komachi (jap. 小町)
- Hariko (jap. 針子)
- Tanaka (jap. 田中)
- Tadanobu Kudō (jap. 工藤 忠信 Kudō Tadanobu)
- Dyrektor szkoły

### Rodzina Nakashima
- Masayoshi Nakashima (jap. 中島 正義 Nakashima Masayoshi)
- Ai Nakashima (jap. 中島 愛 Nakashima Ai)
- Isamu Nakashima (jap. 中島 勇 Nakashima Isamu)
- Takeru Nakashima (jap. 中島 猛 Nakashima Takeru)
- Minoru Nakashima (jap. 中島 実 Nakashima Minoru)

### Pozostali
- Kumakichi (jap. くまきち)
- Byakuren Chōmabayashi (jap. 蝶間林 百連 Chōmabayashi Byakuren)
- Akane Yotsuya (jap. 四ッ谷 あかね Yotsuya Akane)

## Manga
Manga zadebiutowała początkowo jako one-shot, który opublikowany został 8 czerwca 2009 w magazynie „Shūkan Shōnen Jump”. Następnie 1 marca 2010 pojawił się pierwszy rozdział finalnej wersji mangi, natomiast ostatni, 18. rozdział – 5 lipca.
Następnie wydawnictwo Shūeisha zebrało pojedyncze rozdziały do trzech tankōbonów, które wydane zostały kolejno 4 czerwca, 4 sierpnia oraz 3 września.
| Nr | Data wydania (język japoński) | ISBN (język japoński)  |
| -- | ----------------------------- | ---------------------- |
| 1  | 4 czerwca 2010                | ISBN 978-4-08-870072-4 |
| 2  | 4 sierpnia 2010               | ISBN 978-4-08-870093-9 |
| 3  | 3 września 2010               | ISBN 978-4-08-870118-9 |

## Komiks głosowy
24 grudnia 2020 na oficjalnym kanale magazynu „Shūkan Shōnen Jump” w serwisie YouTube opublikowany został komiks głosowy. Celem tego było upamiętnienie wystawy serii Haikyū!! i czwartego sezonu anime – Haikyū!! To The Top. Głosy postaci podkładali: Kazumasa Itō (jako Buntarō Yotsuya), Shiori Kurosaki (jako Makoto Nakashima), Yū Kitada (jako Mimura) oraz Hiro to Hiro (jako Hinano Yayoi).